# Tríptic de Jan Floreins
El Tríptic de Jan Floreins és un tríptic pintat a l'oli sobre taula, obra del pintor primitiu flamenc d'origen alemany Hans Memling, que va treballar a Bruges a la segona meitat del segle xv. Es troba al museu Memling de Bruges, el mateix lloc per al qual fou creat per l'autor.
És una petita versió del retaule sobre el mateix al Prado, pintat set anys abans. Prenent com a base l'arquitectura de l'escena principal del Tríptic de Columba de Rogier van der Weyden, l'acció es desenvolupa en una ruïna rectangular amb un doble arc entre el primer pla i l'espai del fons.
El donant està agenollat a l'esquerra darrere d'un mur baix. Igual que al tríptic del Prado, representa la Nativitat i l'Adoració dels Mags però en un angle totalment diferent i en un altre espai. El seu interès arquitectònic es recull també a l'escena de la dreta, amb la Presentació al temple que situa a la part sud del creuer de l'antiga catedral de Sant Donacià. L'escena de l'Adoració dels Mags està construïda simètricament a l'estil antic de Colònia, amb la Mare de Déu al centre. Cal destacar una elevada humanitat en aquesta escena, i una major intimitat amb l'espectador en comparació amb el retaule del Prado. S'hi observa un efecte trompe-l'oeil en un dels extrems de la capa del rei vell pintat sobre el marc.
El patró és Jan Floreins, també conegut com a Van der Rijst, un membre de la comunitat monàstica de l'Hospital de Bruges des de 1472. Està vestit amb un hàbit negre amb un llibre. El nombre 36, en referència a la seva edat, està tallat a la pedra al costat del seu cap.
Es desconeix el destí original del retaule, però és probable que Jan Floreins l'instal·lés en una capella lateral de l'hospital.
El tríptic tancat mostra una composició quasi idèntica a la visió oberta del Díptic de sant Joan Evangelista i la Verònica amb aquests dos sants.